# بيتر دونكان (سياسي بريطاني)
بيتر دونكان (بالإنجليزية: Peter Duncan) هو سياسي بريطاني، ولد في 10 يوليو 1965 في المملكة المتحدة. حزبياً، نشط في حزب المحافظين. في الانتخابات العامة في المملكة المتحدة 2001، انتخب عضو برلمان المملكة المتحدة الـ53 عن دائرة Galloway and Upper Nithsdale (UK Parliament constituency) ‏ وقد انضم خلال فترته النيابية ‏ (7 يونيو 2001 – 11 أبريل 2005) للكتلة البرلمانية حزب المحافظين وانتخب وزير ظل الدولة لشؤون اسكتلندا ‏ (10 نوفمبر 2003 – 5 مايو 2005).